# Ковпак, Алексей Павлович
Алексей Павлович Ковпак (11 ноября 1918, Зелёное — 21 октября 1968, Кант) — командир орудия 235-го гвардейского стрелкового полка, гвардии старший сержант — на момент представления к награждению орденом Славы 1-й степени.

## Биография
Родился 11 ноября 1918 года в селе Зелёное (ныне — Петровский район Кировоградской области). Украинец.
Член ВКП(б) с 1944 года. Работал электромонтёром на заводе имени Петровского в Днепропетровске.
В Красной армии и в боях Великой Отечественной войны с 1941 года. В боях под Херсоном попал в окружение. Пробиваясь к линии фронта, в одном из боёв красноармеец Ковпак был тяжело ранен и попал в плен. Совершил побег и дошёл до родных мест. Вновь призван в армию в ноябре 1943 года после освобождения данной территории. Участвовал в освобождении Украины, Румынии, Венгрии, Чехословакии.
Наводчик 76-миллиметровой пушки 235-го гвардейского стрелкового полка гвардии красноармеец Ковпак 10-22 марта 1944 года при отражении контратак противника и форсировании реки Южный Буг метким огнём разбил четыре вражеских блиндажа, истребил десятки вражеских солдат и офицеров.
Приказом командира 81-й гвардейской стрелковой дивизии от 10 мая 1944 года за мужество, проявленное в боях с врагом, красноармеец Ковпак награждён орденом Славы 3-й степени.
18 августа 1944 года гвардии сержант Ковпак, действуя с расчётом в бою в районе населённого пункта Мегура, прямой наводкой подавил вражескую батарею, уничтожил около двадцати солдат.
Приказом по 7-й гвардейской армии от 18 ноября 1944 года гвардии сержант Ковпак награждён орденом Славы 2-й степени.
Командир орудия гвардии старший сержант Ковпак с подчинёнными 22 февраля 1945 года в районе населённого пункта Барт при отражении атак крупных сил пехоты и танков противника из пушки поджёг штурмовое орудие противника, рассеял свыше взвода его пехоты. Когда кончились снаряды, противотанковыми гранатами бойцы расчёта отбивали атаку вражеских танков, расстроив их боевой порядок. Два из них подорвались на минах.
30 апреля 1945 года в бою в районе города Вушков подавил с расчётом миномётную батарею, два пулемёта с прислугой, уничтожил несколько противников. В уличных боях гранатой уничтожил пулемётную точку и сразил из автомата четырёх солдат врага.
Указом Президиума Верховного Совета СССР от 15 мая 1946 года за мужество, отвагу и героизм, гвардии старший сержант Ковпак Алексей Павлович награждён орденом Славы 1-й степени.
В 1948 году демобилизован. Жил в посёлке Кант. Работал на железнодорожной станции, сахарном заводе.
Награждён орденами Славы 1-й, 2-й и 3-й степени, медалями.
Умер 21 октября 1968 года.